# 勃艮第公爵
勃艮第公爵（法語：duc de Bourgogne）是勃艮第公国统治者拥有的爵位。自亨利一世1032年将勃艮第公国封给弟弟罗贝尔一世开始，勃艮第公爵开始由卡佩王朝宗亲世袭，是为勃艮第王朝。1361年，勃艮第王朝绝嗣，由瓦卢瓦王朝出身的菲利普二世继承勃艮第公国、成为勃艮第公爵。末代勃艮第公爵大胆查理1477年战死时，他的女儿勃艮第的玛丽与奥地利的马克西米连大公结婚。这桩婚姻使哈布斯堡王朝得到了被称做“勃艮第遗产”的勃艮第公国的残余部分，包括最重要的尼德兰领地，勃艮第公国就此消亡，但后来勃艮第公爵仍然作为荣誉称号存在。